# Gilbert Servien
Pour les articles homonymes, voir Servien.
Gilbert Servien, né le 1er novembre 1929 à Bourg-de-Péage dans la Drôme et mort le 27 mai 2004 à Romans-sur-Isère dans la Drôme, est un acteur français.

## Biographie
Gilbert Servien était un acteur de second rôle très apprécié des réalisateurs, notamment de Claude Chabrol. Il a également tourné dans des films érotiques et pornographiques.

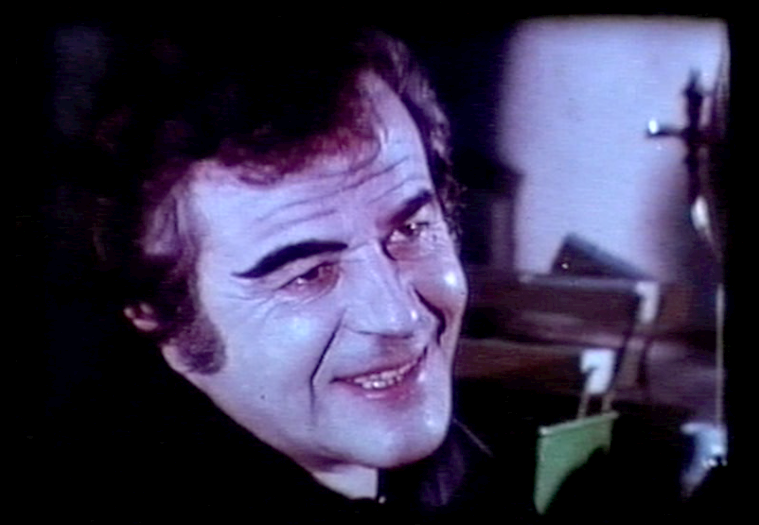
Gilbert Servien - Maléfices Pornos

## Filmographie

### Cinéma
- 1962 : Les Carabiniers de Jean-Luc Godard - Un soldat
- 1963 : Ballade pour un voyou de Claude-Jean Bonnardot
- 1963 : Le Bluffeur de Sergio Gobbi
- 1963 : La Porteuse de pain de Maurice Cloche
- 1964 : Une souris chez les hommes ou Un drôle de caïd de Jacques Poitrenaud - Un client du Bon Marché
- 1964 : Allez France ! de Robert Dhéry et Pierre Tchernia - Un inspecteur au commissariat
- 1964 : Requiem pour un caïd de Maurice Cloche
- 1964 : Patate de Robert Thomas - Un cuisinier
- 1964 : Un monsieur de compagnie de Philippe de Broca - Un homme dans le métro
- 1965 : Les Deux Orphelines de Riccardo Freda - Un abbé
- 1965 : Furia à Bahia pour OSS 117 d'André Hunebelle - Le réceptionniste de l'hôpital
- 1965 : La Grosse Caisse d'Alex Joffé - Un voyageur du quai de La Rapée
- 1965 : L'Amour à la chaîne de Claude de Givray
- 1966 : Comment voler un million de dollars - "How to steal a million" de William Wyler
- 1966 : La Ligne de démarcation de Claude Chabrol - Le menuisier
- 1966 : Martin soldat de Michel Deville - Un Français
- 1966 : Un idiot à Paris de Serge Korber - Le patron du bistrot
- 1966 : Le Voleur de Louis Malle - Le complice du pickpocket
- 1967 : Fantomas contre Scotland Yard d'André Hunebelle et Michel Wyn - Un homme de la mafia
- 1966 : L'Homme à la Buick de Gilles Grangier - Un agent de la maire
- 1967 : Ces messieurs de la famille de Raoul André - Un agent de police
- 1967 : Les Jeunes Loups de Marcel Carné
- 1967 : Le Samouraï de Jean-Pierre Melville
- 1968 : Faut pas prendre les enfants du bon Dieu pour des canards sauvages de Michel Audiard - Un homme de main de Fred
- 1968 : Adieu l'ami de Jean Herman - Un inspecteur de police
- 1968 : Ho ! de Robert Enrico - Un gardien de prison
- 1969 : Le Temps des loups de Sergio Gobbi - Un avocat
- 1970 : Le Cri du cormoran le soir au-dessus des jonques de Michel Audiard - Un turfiste
- 1970 : Le Distrait de Pierre Richard
- 1970 : Doucement les basses de Jacques Deray
- 1970 : Juste avant la nuit de Claude Chabrol - Un policier
- 1971 : La Grande Maffia de Philippe Clair
- 1971 : L'Odeur des fauves de Richard Balducci
- 1972 : Les Noces rouges de Claude Chabrol
- 1973 : Deux hommes dans la ville de José Giovanni - Un voisin
- 1973 : Je sais rien, mais je dirai tout de Pierre Richard - Un agent au commissariat
- 1973 : Comment réussir quand on est con et pleurnichard de Michel Audiard - Un employé P.L.M
- 1973 : Nada de Claude Chabrol
- 1974 : L'amour aux trousses / Piège pour une garce de Jean-Marie Pallardy
- 1974 : Convoi de femmes de Pierre Chevalier - Maître Couteaux
- 1974 : Les Innocents aux mains sales de Claude Chabrol
- 1974 : Pornochattes / Touchez pas à ma tante / Les karatéchattes de Guy Maria - Max
- 1974 : Règlement de femmes à O.Q Corral / L'arrière train sifflera trois fois de Jean-Marie Pallardy - Okker
- 1975 : Candice Candy / De l'autre côté du miroir de Pierre Unia
- 1975 : Draguse ou le manoir infernal de Patrice Rhomm
- 1975 : Folies bourgeoises de Claude Chabrol - Le second policier
- 1975 : Le grand fanfaron / Les bidasses en cavale de Philippe Clair - L'ordonnateur
- 1975 : Hard pénétration de Jean Rollin
- 1975 : Prostitution de Jean-François Davy - documentaire - Lui-même
- 1975 : Prostitution clandestine de Alain Payet
- 1976 : L'Essayeuse de Serge Korber - Un client
- 1976 : L'Hippopotamours de Christian Fuin - Jean
- 1976 : La Nymphomane perverse de Claude Pierson
- 1976 : Paris porno de Jacques Orth - Un membre du club
- 1976 : Qu'il est joli garçon l'assassin de papa / Arrête de ramer t'attaques la falaise de Michel Caputo - Un soldat
- 1976 : Sexuelle de Maxime Debest
- 1976 : Shocking ! de Claude Mulot - Richard
- 1976 : Une cage dorée / Razzia sur le plaisir de Jesús Franco
- 1976 : Infernales pénétrations / Les filles au soleil de Alphonse Berri - Philippe Montois
- 1976 : La Grande Extase de Patrice Rhomm - M. Verde
- 1976 : French érection de Alain Payet
- 1976 : Lèvres humides d'Éric de Winter
- 1977 : Comment se faire virer de l'hosto / Le chouchou de l'asile de Georges Cachoux - Un homme de la gestapo
- 1977 : Violette Nozière de Claude Chabrol
- 1977 : L'Homme pressé de Édouard Molinaro
- 1977 : Couples en chaleur de Jean Luret - M. Albert
- 1977 : Les Monteuses de Dominique Goult
- 1977 : Brigade call-girls / Les petites pensionnaires de Jean-Claude Roy - Le conseiller Bruner
- 1977 : Cuisse me / Sexy baby de Henri Sala
- 1977 : Pornographie secrète de Daniel Daert
- 1977 : La Cage aux partouzes de Henri Sala - Le boss
- 1978 : Maléfices Pornos d'Éric de Winter
- 1978 : Les gicleuses / Messieurs préparez vos gros cigares de Job Blough
- 1978 : La Carapate de Gérard Oury - Un brigadier
- 1978 : Entrechattes / L'infirmière de Gérard Kikoïne - Charles
- 1978 : Les Filles du régiment de Claude Bernard-Aubert
- 1978 : Je vous ferai aimer la vie de Serge Korber
- 1978 : Les réformés se portent bien de Philippe Clair
- 1978 : Viol de Pierre Chevalier
- 1979 : Anna cuisses entrouvertes de José Bénazéraf
- 1979 : Les Borsalini de Michel Nerval - La Terreur
- 1979 : Le droit de cuissage / Amours très intimes pour couples de Claude Bernard-Aubert
- 1979 : Monique et Julie, deux collégiennes en partouze de Alain Payet
- 1979 : Ras le cœur de Daniel Colas - Le mari de Lucienne
- 1979 : Caresses inavouables de Claude Bernard-Aubert - Le père
- 1979 : Auto-stoppeuses en chaleur / Vacances sexuelles de Claude Bernard-Aubert - Le garagiste
- 1979 : La donneuse / Tremblement de chair de Jean-Marie Pallardy
- 1980 : The treasure box de Jérôme Brouson - Un joueur à la roulette
- 1980 : La petite Caroline aime les grandes sucettes / Zizi Pan-Pan de Michel Caputo
- 1980 : Cécilia et les autres femmes du bordel de Joe de Palmer
- 1980 : L'héritière / Les petites garces de Gérard Loubeau - Menzer
- 1980 : Trop au lit pour être honnête de Jacques Marbeuf
- 1981 : Dur-dur de Jean Luret
- 1981 : Le Jour se lève et les conneries commencent de Claude Mulot
- 1981 : La Maison Tellier de Pierre Chevalier
- 1981 : Prends ta rolls et va pointer de Richard Balducci
- 1981 : Vacances à Ibiza de Gérard Kikoïne
- 1981 : Poker show / Rien ne vaut la première fois de Alain Payet
- 1981 : Le bahut va craquer de Michel Nerval
- 1981 : Baisez les otages de Pierre B. Reinhard
- 1981 : Adorable Lola de Gérard Kikoïne
- 1981 : Virginités à prendre / La fugue / Les expériences sexuelles d'une adolescente de Jean-Luc Brunet
- 1982 : Les caprices d'une souris / Tout fait jouir Barbara de Pierre B. Reinhard - Le producteur
- 1982 : N'oublie pas ton père au vestiaire de Richard Balducci
- 1982 : On n'est pas sorti de l'auberge de Max Pécas
- 1982 : Te marre pas... c'est pour rire ! de Jacques Besnard
- 1982 : Bourgeoise et pute de Gérard Kikoïne
- 1984 : Brigade des mœurs de Max Pécas
- 1984 : Perverse de Claude Pierson
- 1984 : Y a pas le feu de Richard Balducci
- 1984 : Le blaireau s'fait mousser / Le sous-flic de Jean-Claude Strömme et Meyer Berreby - Le commissaire
- 1984 : Charlots connection de Jean Couturier
- 1984 : Les Brésiliennes du bois de Boulogne de Robert Thomas
- 1984 : Comment draguer tous les mecs de Jean-Paul Feuillebois
- 1985 : Secrétaires B.C.B.G le jour, mais salopes et perverses la nuit de Alain Payet
- 1985 : Le Facteur de Saint-Tropez de Richard Balducci - Lambert le garagiste
- 1985 : L'Exécutrice de Michel Caputo

### Télévision
- 1963 : Une affaire de famille (Les Cinq Dernières Minutes no 29), de Jean-Pierre Marchand
- 1964 : Les Cinq Dernières Minutes : Fenêtre sur jardin de Claude Loursais
- 1964 : Quand le vin est tiré... (Les Cinq Dernières Minutes no 29), de Claude Loursais
- 1965 : Les Cinq Dernières Minutes, épisode La Chasse aux grenouilles de Claude Loursais
- 1966 : Les Cinq Dernières Minutes, épisode Pigeon vole de Claude Loursais
- 1968 : Les Cinq Dernières Minutes, épisode Les Enfants du faubourg de Claude Loursais
- 1968 : Les Enquêtes du commissaire Maigret de Jean-Pierre Decourt, épisode Signé Picpus  : le médecin de quartier
- 1974 : Un curé de choc (26 épisodes de 13 minutes) de Philippe Arnal
- 1977 : Les Enquêtes du commissaire Maigret, épisode Maigret et Monsieur Charles de Jean-Paul Sassy
- 1977 : Un juge, un flic de Denys de La Patellière, première saison (1977), épisode Les Hochets
- 1978 : Médecins de nuit de Nicolas Ribowski, épisode Alpha (série)
- 1978 : Madame le juge de Claude Chabrol, épisode "2 + 2 = 4"
- 1979 : Les Enquêtes du commissaire Maigret, épisode Liberty Bar de Jean-Paul Sassy
- 1981 : Au bon beurre d'Édouard Molinaro
- 1982 : L'Adieu aux as de Jean-Pierre Decourt

## Théâtre
- 1964 : Version grecque de Marc-Gilbert Sauvajon, mise en scène Jacques-Henri Duval,  théâtre Montparnasse